# Montserrat aux Jeux du Commonwealth
L'île de Montserrat participe aux Jeux du Commonwealth depuis les Jeux de 1994 à Victoria. 
Territoire britannique d'outre-mer, et avec une population de quelque 5 000 habitants, l'île envoie sa propre délégation aux Jeux. Montserrat a été durablement affectée par l'éruption du volcan de la Soufrière en 1997, compliquant l'entraînement des athlètes,. Ces derniers n'ont pris part qu'à des épreuves d'athlétisme à ce jour (sprint et saut en hauteur), et n'y ont jamais remporté de médaille.

## Athlètes
| Année | Athlètes masculins                                        | Discipline                                        | Athlètes féminins | Discipline |
| ----- | --------------------------------------------------------- | ------------------------------------------------- | ----------------- | ---------- |
| 1994  | Peter Queeley Stephen Lewis                               | Athlétisme · Athlétisme                           | -                 | -          |
| 1998  | Julius Bradshaw Cardelle Fenton Kwame Galloway Dale Aymer | Athlétisme · Athlétisme · Athlétisme · Athlétisme | -                 | -          |
| 2002  | Gavin Lee                                                 | Athlétisme                                        | -                 | -          |
| 2006  | Michael Henry Odingo Gordon Ikbarry White                 | Athlétisme · Athlétisme · Athlétisme              | -                 | -          |
| 2010  | Shernyl Burns Alford Dyett Lester Ryan Peter Semper       | Athlétisme · Athlétisme · Athlétisme · Athlétisme | -                 | -          |
| 2014  | Arlen Skerritt Alford Dyett Lester Ryan Julius Morris     | Athlétisme · Athlétisme · Athlétisme · Athlétisme | -                 | -          |